# 沃尔姆斯
沃尔姆斯（德語：Worms，德語發音：[vɔɐ̯ms]）是德国莱茵兰-普法尔茨州东南部的一座非县辖城市，位于莱茵河的西岸。
凯尔特人所建立的沃尔姆斯，与科隆和特里尔同是德国历史最悠久的城市。沃尔姆斯也被称为“尼伯龙根之城”（Nibelungenstadt，源自尼伯龙根的传说和尼伯龙根之歌）和“路德城”（Lutherstadt，源自马丁·路德），市内的沃尔姆斯大教堂是三座由皇帝下令建造的罗马式主教座堂之一（另两座是美因茨主教座堂和施派尔主教座堂），也是羅曼式建築的代表作。沃爾姆斯也是英雄敘事詩尼伯龍根之歌的舞台。這首詩也被用作歌劇的題材。市內有以此為主題的博物館。沃爾姆斯這個名字來自凱爾特語。市內的氣候頗為溫和。

## 地理

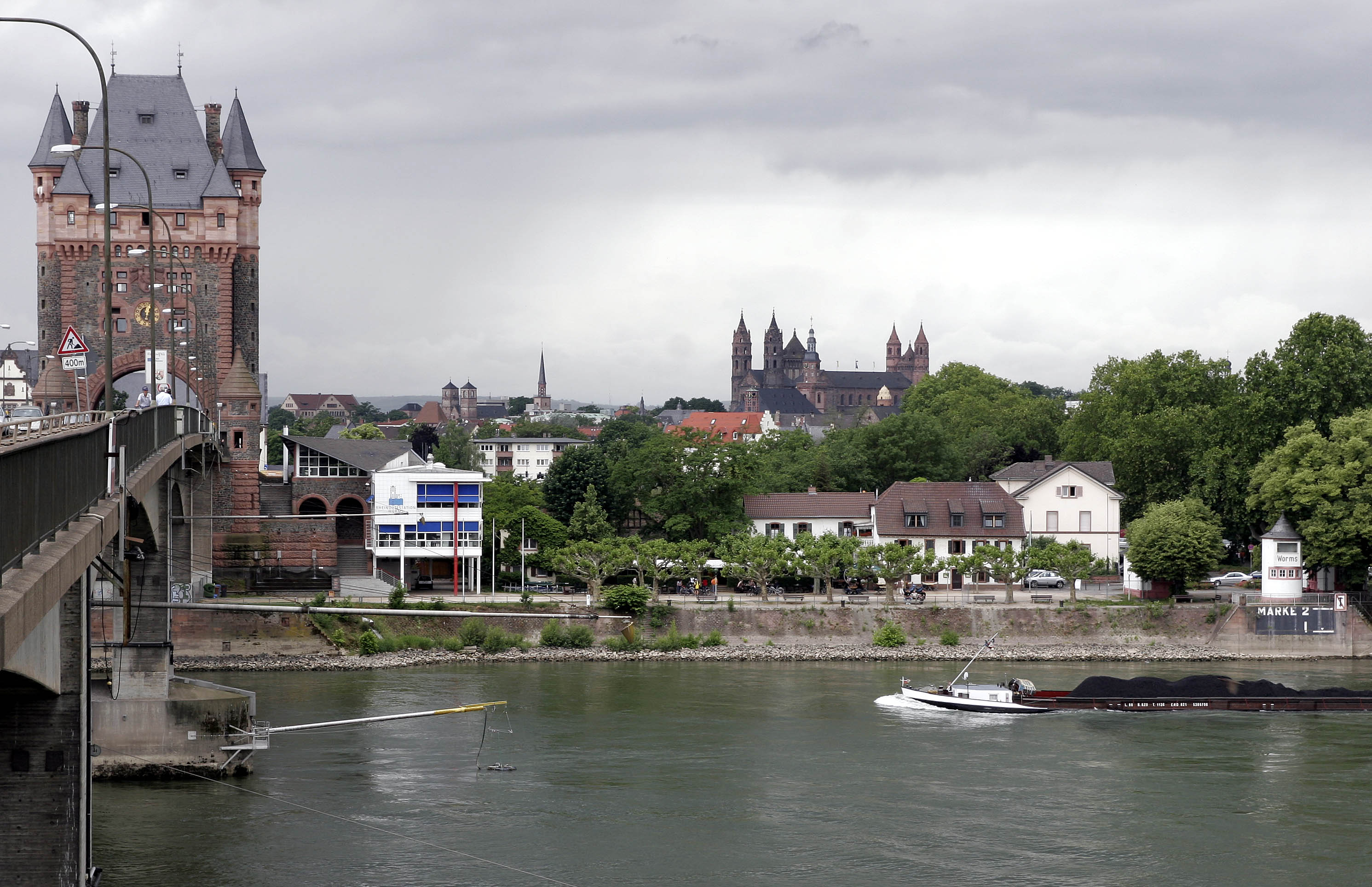
从莱茵河东岸的黑森州，眺望沃尔姆斯市区、尼伯龙根桥和沃尔姆斯大教堂。

沃尔姆斯位于莱茵河平原上，美茵茨和路德维希港之间的莱茵河西岸，莱茵河的支流普夫里姆河在沃尔姆斯北部汇入莱茵河，莱茵河的另一条支流艾斯巴赫河流经沃尔姆斯南部。
沃尔姆斯西南面15千米处是普法尔茨森林的丘陵，西面是翁讷高（Wonnegau）山区，莱茵河右岸是奥登林山（Odenwald）。

## 历史

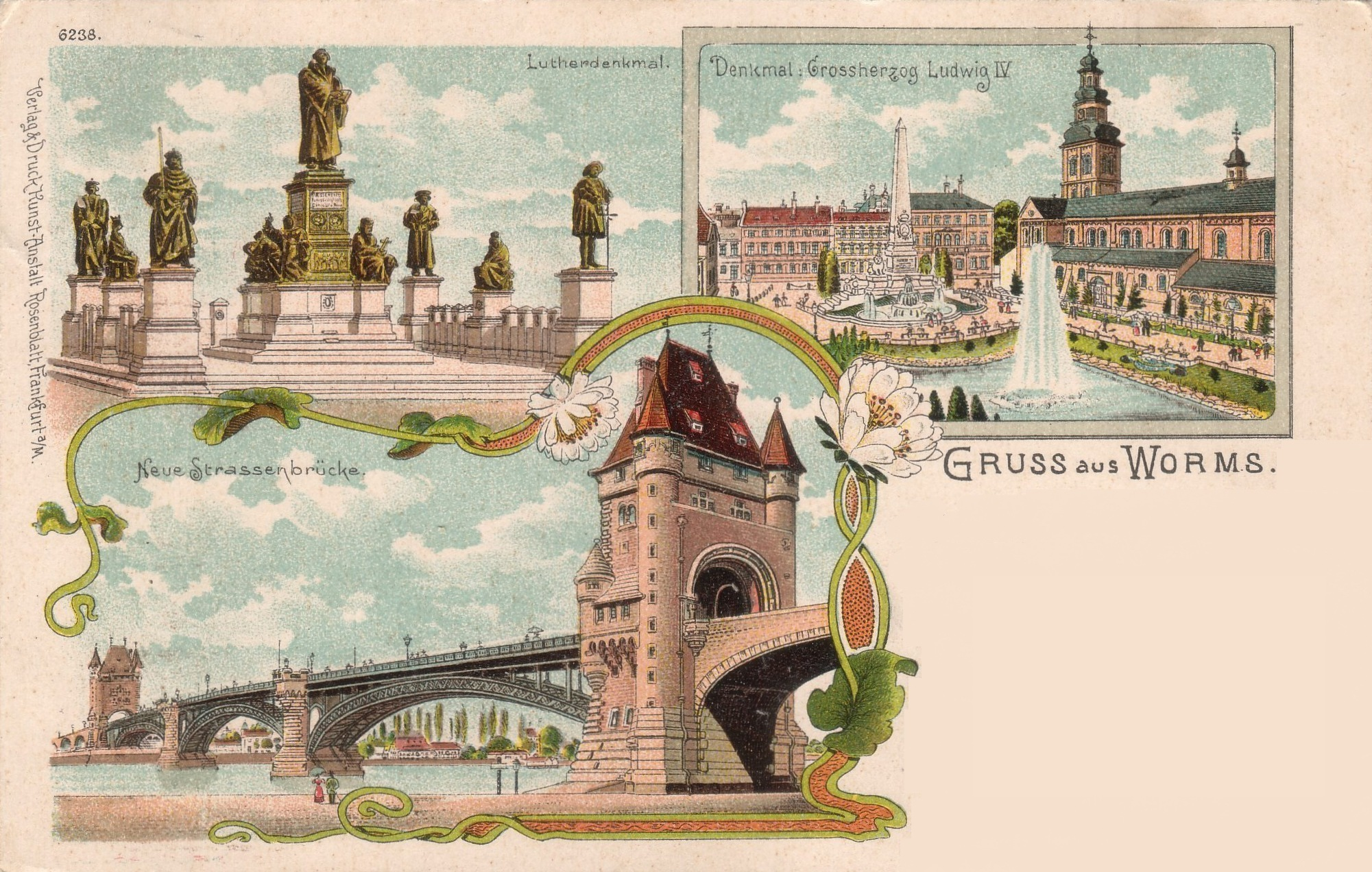
1902年明信片上的沃尔姆斯路德纪念碑、路德维希纪念碑和尼伯龙根桥。

沃尔姆斯所在的地区最早在公元前约5000年的新石器时代就已有农民和畜牧人居住。沃尔姆斯最早的名称是凯尔特人的“Borbetomagus”，意为“博尔贝特之地”。法兰克王国时期，沃尔姆斯作为主教辖区的驻地，成为卡洛林王朝统治的权力中心。
9世纪时，查理大帝将沃尔姆斯作为他的冬宫，829年和926年两次在沃尔姆斯举办东法兰克王国的帝国议会（Reichstag）。随着法兰克王国的分裂，沃尔姆斯走入了衰落，直到萨利安王朝时期才得以复兴，1074年获得关税自由，1076年再次举办帝国议会，在这次会议上国王亨利四世宣布废黜教皇格列高利七世，而作为回应，格列高利七世开除了亨利四世的教籍，接着便发生了著名的亨利四世“卡诺莎悔罪”事件。
继1125年萨利安王朝衰落之后，霍亨斯陶芬王朝统治沃尔姆斯，腓特烈一世赋予沃尔姆斯广泛的自由权利，沃尔姆斯由此成为了一座帝国自由城市。
同许多其他城市一样，新教的宗教改革运动也在沃尔姆斯展开，在著名的沃尔姆斯帝国议会上，马丁·路德为他在维滕贝格发表的九十五条论纲，向皇帝卡尔五世做出了辩护。沃尔姆斯由此成为了宗教改革运动的中心和试验田，1526年新约圣经的第一部英语译本也在这里发表。沃尔姆斯虽然信仰新教，天主教教徒在1792年前是要被驱逐的，但是天主教的主教和牧师却拥有特权，并保留着沃尔姆斯的天主教主教座堂。
1689年沃尔姆斯在大同盟战争中被路易十四的军队摧毁。
沃尔姆斯在1792年至1814年间属于法国，1816年起归属黑森大公国。隨著工業革命的發展，沃爾姆斯逐漸恢復了繁榮。
第二次世界大战期间，沃尔姆斯分别在1945年2月21日和3月18日盟军的两次空袭中遭到彻底摧毁。英国在1945年2月21日的空袭目标是位于沃尔姆斯市区边缘的主火车站和市区西南面的化工厂，但除此之外空袭也造成了市中心其它地区的破坏，334架飞机在短短数分钟内像沃尔姆斯市区扔下了1100吨炸弹，沃尔姆斯大教堂也未能幸免于难，总共有239人在空袭中丧生，60%的沃尔姆斯居民无家可归，6490栋建筑遭到彻底或严重损毁。沃尔姆斯市区在战后重建时，大部分采用了现代风格。

## 建筑
- 沃尔姆斯大教堂

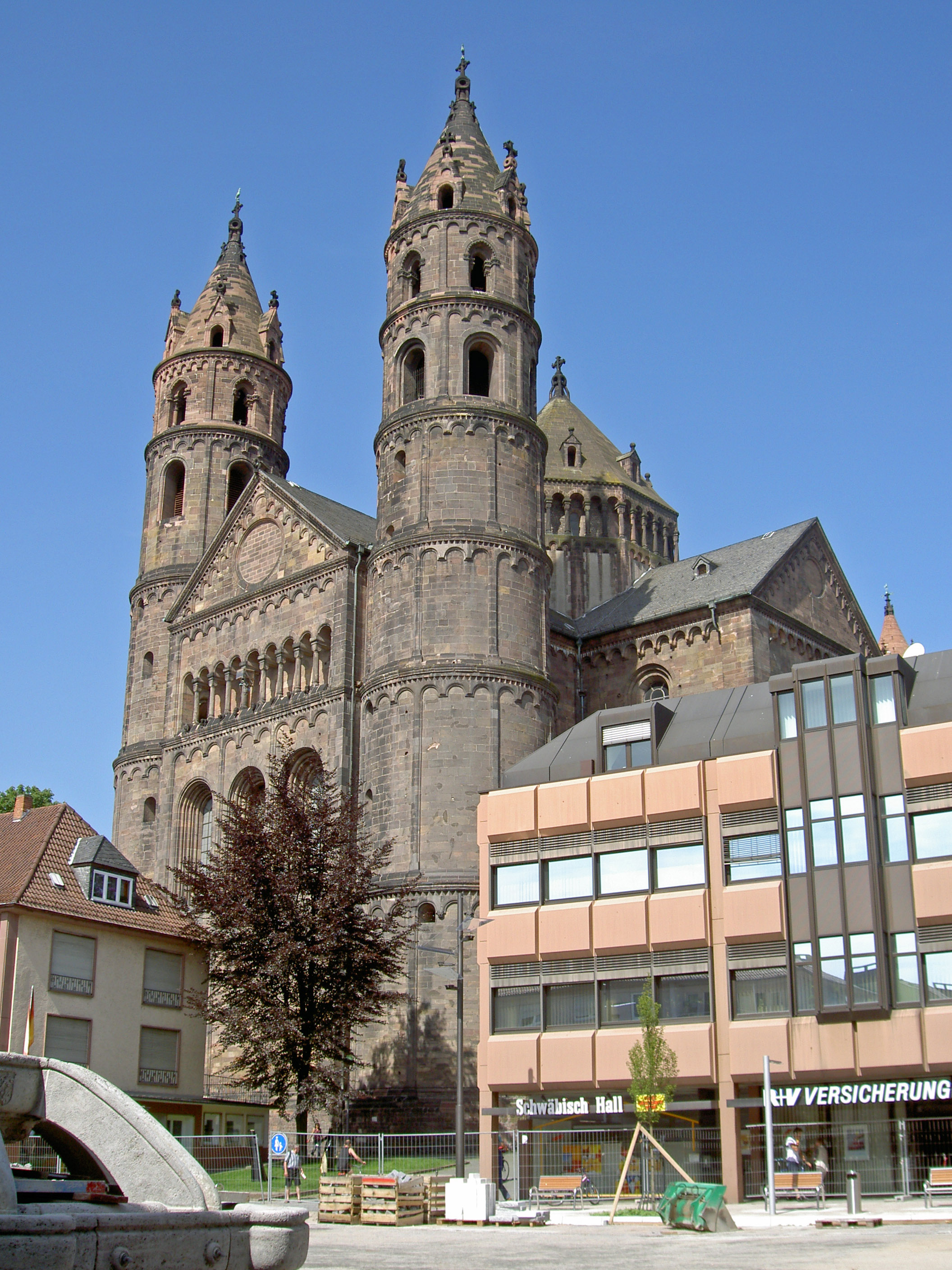
沃尔姆斯大教堂

- 欧洲现存历史最悠久的犹太人墓地，建立于1076年的“圣沙”（Heiliger Sand）
- 新艺术运动风格的路德教堂
- 尼伯龙根博物馆
- 莱茵河上的尼伯龙根桥
- 馬丁路德紀念碑

## 经济
沃尔姆斯的工业包括化工、人工材料、冶金、机械制造、电子设备、光学设备和木材加工等，以前重要的皮革工业已经失去了地位。服务业和商业发展迅速，由于交通便利，有众多物流业公司选址在沃尔姆斯。

## 人物
- 莫扎特曾在一幅写给母亲的信中写道：“在沃尔姆斯，我们感到很有趣。”（In Worms, da waren wir lustig.）
- 歌德曾在1766年写道：“我怎能忘记沃尔姆斯和他亲爱的人们？”（Wie könnte ich Worms und seine lieben Bewohner je vergessen?）
- 德国化学家、1953年诺贝尔化学奖得主赫尔曼·施陶丁格出生在沃尔姆斯。
- 德国足球运动员、德国国家足球队守门员蒂莫·希尔德布兰出生在沃尔姆斯。
- 宗教改革运动领袖马丁·路德在沃尔姆斯帝国议会上当着皇帝和教会受审。

## 友好城市
- 法國 欧塞尔